# Paolo Bürgi

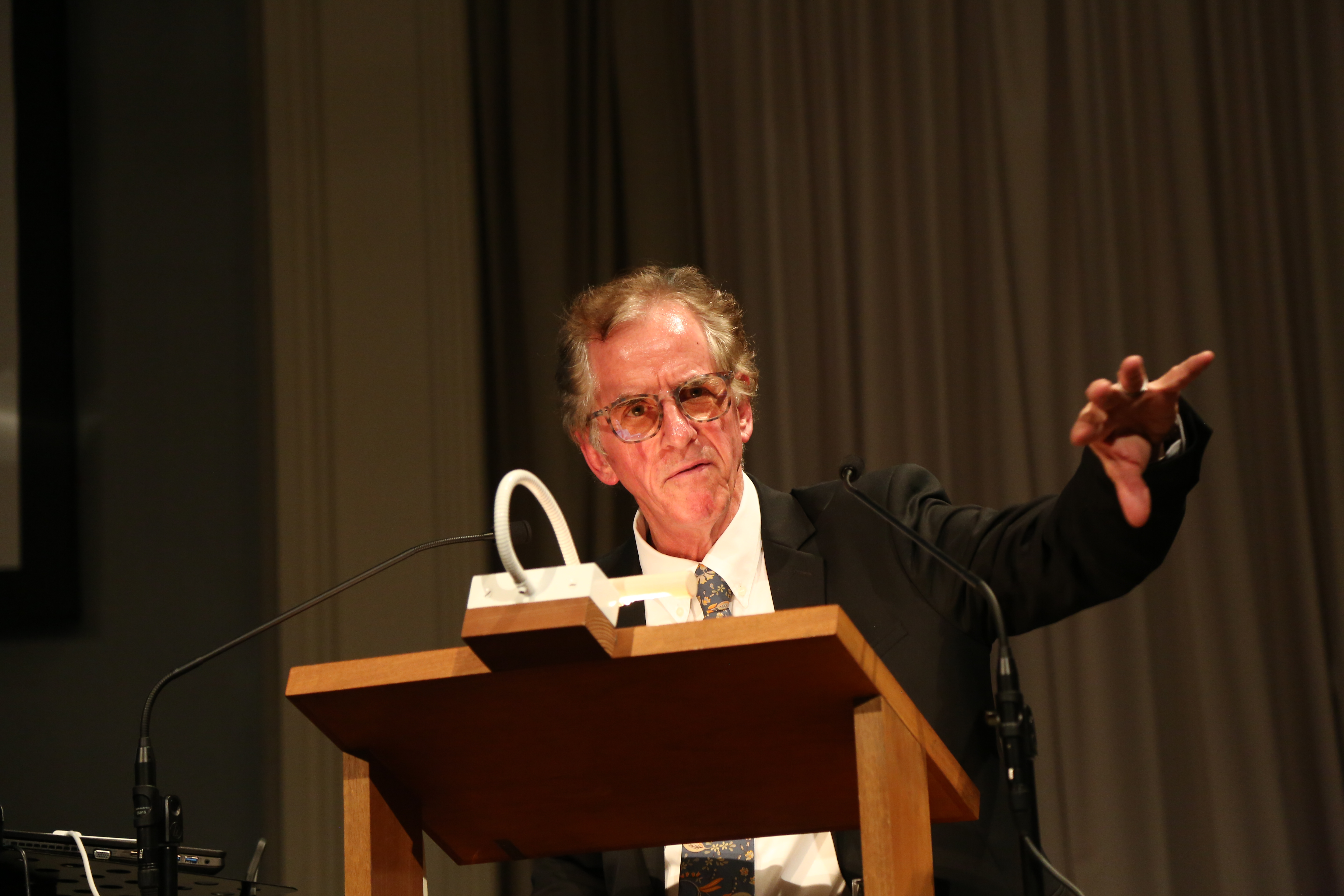
Paolo Bürgi, 2017

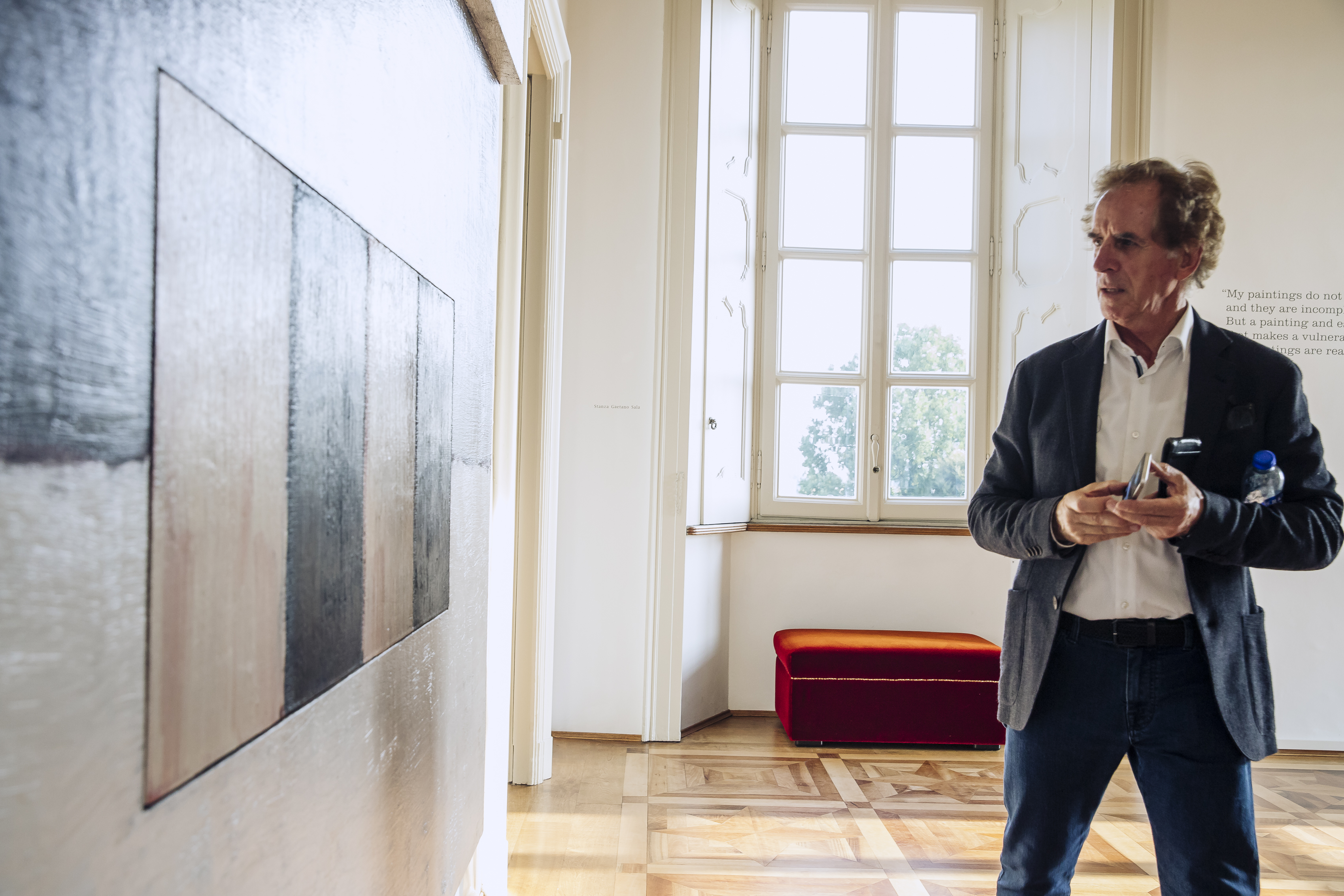
Paolo Bürgi a Thinking Varese, 2019

Paolo Bürgi (Muralto, 4 settembre 1947) è un architetto del paesaggio svizzero.

## Biografia
Si è laureato con il primo premio in architettura del paesaggio e pianificazione alla Rapperswil School of Engineering nel 1975.
La sua esperienza all'estero gli ha permesso di entrare in contatto con l'architetto Luis Barragán, vincitore del Premio Pritzker nel 1980.
Nel 1977 ha fondato il suo studio di architettura del paesaggio a Camorino, in Svizzera. 
È docente al Politecnico di Milano, alla Philadelphia School of Design dal 1997 e presso l'Università IUAV di Venezia dal 2003. 
È stato Visiting Professor all'Università Mediterranea di Reggio Calabria e alla Knowlton School of Architecture in Columbus, Ohio.
Lavora prevalentemente con il progetto degli spazi aperti in relazione all'architettura, sia in ambito pubblico che privato, in Svizzera e all'estero.
Il suo lavoro è stato esposto in numerose conferenze e pubblicato in molti paesi: Europa, Corea, Cile, Argentina, Cina, Giappone, Canada, Stati Uniti.

## Opere (selezione)
Cardada: Reconsidering a mountain, Cardada, Svizzera
Esplanade des Particules, Area di ingresso al CERN, Ginevra, Svizzera
Museo all'aperto sul Carso Goriziano, Gorizia, Italia
American Heart Institute, Nicosia, Cipro
Neue Bündner Kunstmuseum – spazi esterni, Chur, Svizzera
Venustas et Utilitas – Urban Agriculture, Essen, Germania
Hafenplatz, Kreuzlingen, Svizzera
Espace Auguste Piccard, Sierre Geronde, Svizzera
Piazza dei Congressi, Lugano, Svizzera
Accademia di Architettura – spazi esterni, Mendrisio, Svizzera
Motto Grande Quarry Park, Camorino, Svizzera
OSC - Parco di Casvegno, Mendrisio, Svizzera

## Premi e riconoscimenti
- 2019 “Premio per un giardinaggio evoluto”, Orticolario
- 2019 “Die Besten 2019”, Esplanade des Particules, Area di ingresso al CERN, nominato nella categoria “Paesaggio”
- 2018 “European Landscape Award”, selezionato tra i finalisti
- 2014 “Die Besten 2014”, Il giardino delle lunghe prospettive, menzione nella categoria “Paesaggio”
- 2011“Deutscher Landschaftsarchitektur Preis”, menzione per il progetto Venustas et Utilitas, Zur neuen Ästhetik urbaner Landwirtschaft, Landschaftspark Mechtenberg
- 2011“Premio Internazionale Torsanlorenzo”, per il progetto American Heart Institute a Cipro
- 2003 “European Landscape Award” premio per il progetto Cardada, Reconsidering a Mountain
- 2003 “Die Besten 2003 - bronze” premio per il progetto Kreuzlingen Hafenplatz
- 1989 “Premio ASPAN” per il progetto Recupero della Cava Motto Grande a Camorino

## Monografie
- Paolo Bürgi, CERN Esplanade des Particules, a cura di Chiara Pradel, Maggioli, Italia, 2019
- Paesaggi-Passaggi, Paolo L. Bürgi, Libria, Italia, 2011
- Paolo Bürgi Landscape Architect. Discovering the (Swiss) Horizon: Mountain, Lake, and Forest, Raffaella Fabiani Giannetto, Princeton Architectual Press, USA, 2009